# Hugo Broch
Hugo Broch (* 6. Januar 1922 in Leichlingen) ist ein ehemaliger deutscher Offizier und Jagdflieger. Zuletzt war er Leutnant der Luftwaffe der Wehrmacht im Zweiten Weltkrieg. Das Fliegerass schoss an der Ostfront bei 324 Feindflügen 81 Gegner ab. Von diesen bestätigten Luftsiegen waren zwölf Doppel- und drei Dreifachsiege.

## Luftwaffe
Hugo Broch trat am 15. Januar 1940 der Luftwaffen-Baukompanie 42/XII. der Luftflotte 3 bei und erhielt anschließend eine Grundausbildung im Fluganwärter-Bataillon. Vom 10. November 1940 bis zum 29. Oktober 1941 besuchte er die Flugzeugführerschule A/B 63 in Marienbad und Karlsbad im Sudetengau sowie in Vilseck in der Oberpfalz, anschließend vom 18. November 1941 bis zum 10. Februar 1942 die Jagdflieger-Vorschule im sächsischen Kamenz, wo er am 28. November 1941 das Flugzeugführerabzeichen erwarb. Zum Jagdflieger wurde Broch vom 27. Mai bis zum 2. November 1942 an der Jagdfliegerschule 2 in Zerbst ausgebildet.
Nachdem Hugo Broch für drei Wochen im französischen Bussac in der 1. Staffel der Ergänzungs-Jagdgruppe Ost trainierte, wurde er am 6. Januar 1943 der 6. Staffel der II. Gruppe des Jagdgeschwaders 54 zugewiesen und sammelte als Kaczmarek unter den Rottenführern Horst Ademeit und Heinrich „Bazi“ Sterr seine ersten Erfahrungen an der Front. Am 7. März meldete er seinen ersten Abschuss, der jedoch keine Bestätigung fand; der erste anerkannte Luftsieg erfolgte am 13. März 1943. Die Frontflugspange der Tagjäger in Bronze erhielt er am 26. März 1943, das Eiserne Kreuz II. Klasse am 7. April 1943. Von Orel aus nahm Broch ab Mai 1943 als Teil der 1. Flieger-Division der Luftflotte 6 an dem Unternehmen Zitadelle teil. Dort nahm er am 10. Juni 1943 die Frontflugspange der Tagjäger in Silber entgegen.
Der Fliegerhorst der 6. Staffel musste in Folge der Gegenoffensive bei Orel ins Reichskommissariat Ukraine nach Kiew verlegt werden, wo ihm am 11. August das Eiserne Kreuz I. Klasse, am 23. August 1943 die Frontflugspange der Tagjäger in Gold für 110 Feindflüge verliehen wurde. Am 28. August 1943 errang Broch schließlich seinen 20. Luftsieg. Im Oktober wurde die Staffel in Folge der Schlacht am Dnepr nach Schytomyr kommandiert. Nach seinem 44. Luftsieg erhielt er am 6. November 1943 den Ehrenpokal für besondere Leistung im Luftkrieg. Drei Wochen später, am 26. November, wurde dem Unteroffizier das Deutsche Kreuz in Gold verliehen.
Vom 9. Dezember 1943 bis 2. Februar 1944 war Hugo Broch im südfranzösischen Biarritz, vom 4. März bis 29. Juni 1944 im niederschlesischen Liegnitz als Fluglehrer der Ergänzungs-Jagdgruppe Ost stationiert, kehrte jedoch am 16. August 1944 in seine 6. Staffel ins Livland nach Wenden zurück. Nachdem Broch am 22. September kurzzeitig in Riga und ab Oktober im kurländischen Libau stationiert war, wurde er im November 1944 zur 8. Staffel der II. Gruppe versetzt, die sich ebenfalls in Libau befand, und flog von dort aus auch überwiegend über dem Kurland. Ende 1944 verzeichnete er insgesamt 71 Siege. Für drei Monate in Cīrava stationiert, empfing der Feldwebel am 12. März 1945 nach 79 erzielten Luftsiegen das Ritterkreuz des Eisernen Kreuzes vom damaligen Oberbefehlshaber der Luftflotte 1, General der Flieger Curt Pflugbeil. Mit seiner Staffel wich er noch im März 1945 ins ostpreußische Heiligenbeil aus. 
Zuletzt erhielt Hugo Broch am 20. April 1945 das Ärmelband Kurland. Unter seinen insgesamt 81 Luftsiegen waren 18 Abschüsse sowjetischer Schturmowiks. Am 8. Mai 1945 flog der Leutnant nach Flensburg, wo er für 80 Tage in britische Kriegsgefangenschaft geriet.

## Nachkriegszeit
Nach Entlassung aus der Kriegsgefangenschaft fasste Hugo Broch Fuß im zivilen Leben und war bis zum Eintritt in den Ruhestand bei der Firma Agfa AG in Leverkusen angestellt.
Hugo Broch war jahrelang ein sehr aktiver Unterzeichner von Autogrammen und Erinnerungsstücken. Im Alter von 95 Jahren flog er im Sommer 2017 als erster ehemaliger Luftwaffen-Pilot in einer Spitfire, worüber die BBC sowie große britische Tageszeitungen, wie Daily Mirror, The Daily Telegraph und Daily Mail berichteten.
Hugo Broch und der Infanterist Heinz Rafoth sind die letzten beiden lebenden Träger des Ritterkreuzes des Eisernen Kreuzes der deutschen Wehrmacht.